# Limenitis veliada
Limenitis veliada är en fjärilsart som beskrevs av Hans Fruhstorfer 1915. Limenitis veliada ingår i släktet Limenitis och familjen praktfjärilar. Inga underarter finns listade i Catalogue of Life.